# زاك مينر
زاك مينر (بالإنجليزية: Zach Miner)‏ هو لاعب كرة قاعدة أمريكي، ولد في 12 مارس 1982 في سانت لويس في الولايات المتحدة.

## وصلات خارجية
- زاك مينر على موقع دوري كرة القاعدة الرئيسي (الإنجليزية)
- زاك مينر على موقعبيزبول رفرنس.كوم (الدوري الرئيسي) (الإنجليزية)
- زاك مينر على موقعبيزبول رفرنس.كوم (الدوري الثانوي) (الإنجليزية)
- زاك مينر على موقع إي إس بي إن.كوم (أم.أل.بي) (الإنجليزية)
- زاك مينر على موقع مشجعي الرسوم البيانية (الإنجليزية)